# Гудачі
Гудачі (рос. Гудачи) — село у Магдагачинському районі Амурської області Російської Федерації. Розташоване на території українського історичного та етнічного краю Зелений Клин.
Входить до складу муніципального утворення Гудачинська сільрада. Населення становить 372 особи (2018).

## Історія
З 20 жовтня 1932 року входить до складу новоутвореної Амурської області.
З 1 січня 2006 року входить до складу муніципального утворення Гудачинська сільрада.

## Населення
| 2002 | 2010 | 2012 | 2013 | 2014 | 2015 | 2016 |
| ---- | ---- | ---- | ---- | ---- | ---- | ---- |
| 460  | ↘398 | ↘387 | ↘370 | ↗377 | ↗379 | ↘377 |
| 2017 | 2018 |      |      |      |      |      |
| ↘370 | ↗372 |      |      |      |      |      |